# 洪一天
洪一天（韓語：홍일천，1942年—），又譯作洪一茜，是朝鮮民主主義人民共和國的第二代最高領導人、前朝鮮勞動黨總書記金正日的首任妻子。
洪一天為朝鮮革命烈士遺孤，在金日成的介紹下，兩人於1966年結婚，並於1968年7月18日生下金正日長女金惠敬。兩人於結婚四年後，在1970年10月離婚。
此後洪一天歷任最高人民會議第七屆、第八屆代議員，政務院普通教育部副部長。1991年9月被任命為金亨稷師範大學校長，2012年7月離任。1993年1月起任祖國統一民族聯合朝鮮本部中央委員。